# Кутуш (Росія)
Куту́ш (рос. Кутуш) — село у складі Новосергієвського району Оренбурзької області, Росія.
Стара назва — Кутушево.

## Населення
Населення — 314 осіб (2010; 293 у 2002).
Національний склад (станом на 2002 рік):
- башкири — 92 %